# Johannische Kirche
| Johannische Kirche | Johannische Kirche                               |
| ------------------ | ------------------------------------------------ |
| Rechtsform:        | Körperschaft des öffentlichen Rechts             |
| Sitz:              | Berlin, Deutschland                              |
| Gründung:          | 15. April 1926                                   |
| Oberhaupt:         | Stefan Tzschentke, Stellvertreter: Daniel Stolpe |
| Mitglieder:        | 3000 (Stand: 2020)                               |
| Website:           | www.johannische-kirche.org                       |

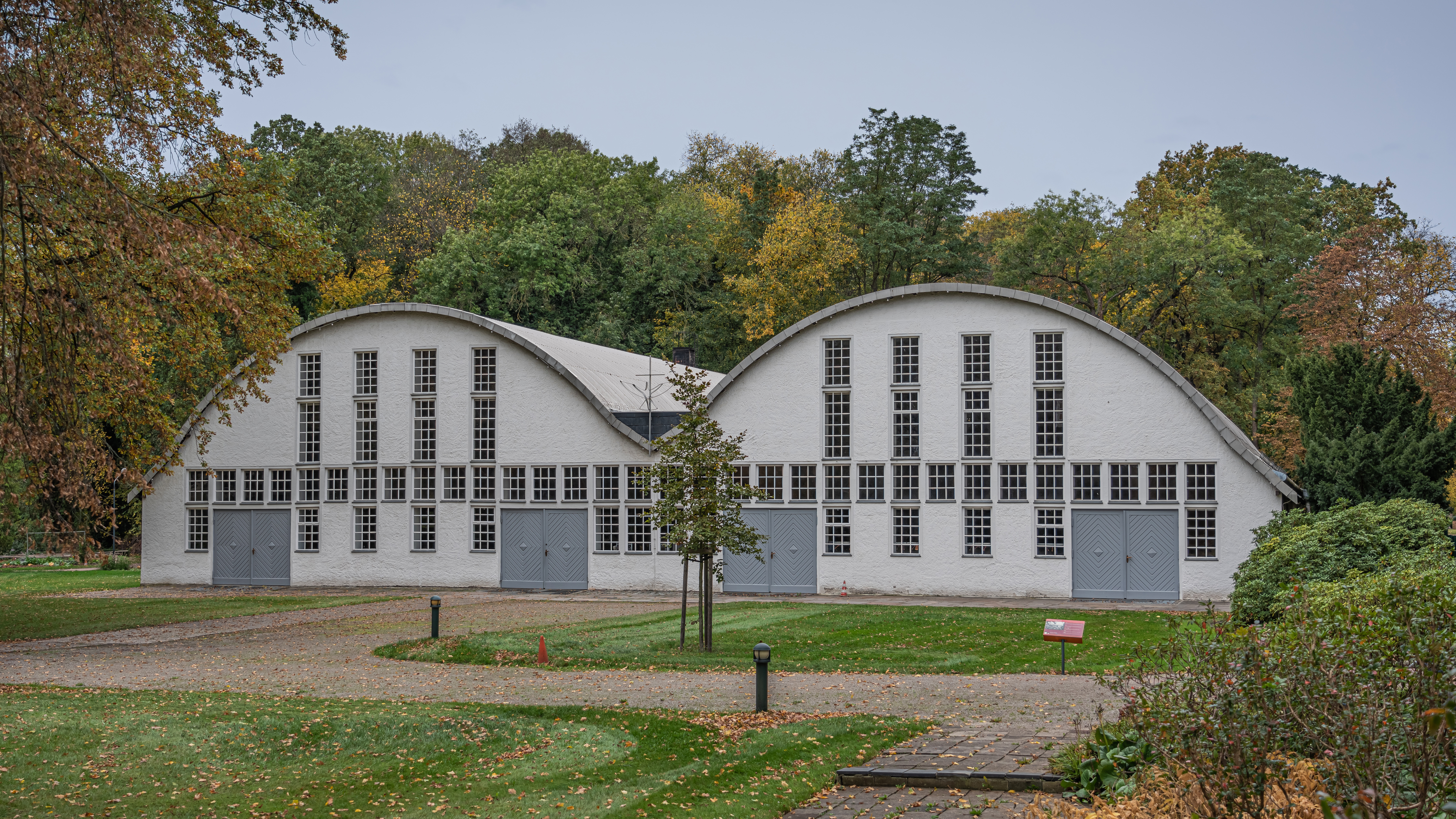
Johannische Kirche Blankensee;
Kirche der Friedensstadt

Die Johannische Kirche (vormals Evangelisch-Johannische Kirche nach der Offenbarung St. Johannis) ist eine 1926 in Berlin von dem Religions- und Kirchenreformer Joseph Weißenberg (1855–1941) gegründete Religionsgemeinschaft. Sie versteht sich als christliche Kirche. Ihre Glaubensgrundlage sind die Lutherbibel, die Lehren Weißenbergs sowie eine nach Weißenbergs Verständnis geformte theologische Auslegung christlicher Traditionen und Glaubenssätze. In Berlin und Brandenburg hat sie den Körperschaftsstatus.
Die 1934 noch 60.000 Anhänger (ca. 12.000 eingetragene Mitglieder sowie Glaubensfreunde) zählende Gemeinschaft in ehemals über 150 Gemeinden mit zahlreichen Predigern, Vereinen und eigener Siedlung Friedensstadt bei Trebbin hatte im Jahr 2015 im deutschen Sprachraum um die 3.000 Mitglieder in rund 30 Gemeinden. Seit 1975 trägt sie den Namen Johannische Kirche.

## Gründungs- und Kirchengeschichte

### Von einer neuen christlichen Vereinigung zu einer eigenen Glaubenslehre
1907 wurde von Joseph Weißenberg die Christliche Vereinigung Ernster Forscher von Diesseits nach Jenseits, wahre Anhänger der Christlichen Kirchen gegründet. Weißenberg sah sich aufgrund seiner für sich beanspruchten prophetischen Fähigkeiten zur heftigen Kritik an den tradierten christlichen Kirchen berechtigt. Er und seine Anhänger versuchten zunächst eine Reform innerhalb der Landeskirche zu erreichen. Dieser Versuch schien bis in die 1920er Jahre auch zunächst erfolgreich zu sein. Im Jahr 1925 kandidierten mehrere Anhänger Weißenbergs bei den Wahlen der Kirchengemeinderäte. Zwei Anhänger der Weißenberg-Bewegung wurden gewählt, denen allerdings ihr Amtsantritt verweigert wurde. Anderen Anhängern Weißenbergs wurde das Abendmahl verweigert. Aufgrund dieser Ereignisse erklärte Weißenberg am 25. März 1926 seinen Austritt aus der Landeskirche und gründete am 15. April 1926 die Evangelisch-Johannische Kirche nach der Offenbarung St. Johannis. Die Lehre der Johannischen Kirche, die in Joseph Weißenberg eine Offenbarung Gottes sieht, hatte innerhalb der Kirche größten Enthusiasmus zur Folge, führte aber auch zu vielen Anfeindungen von außen. Bis Anfang der 1930er Jahre stieg die Anhängerzahl (eingetragene Mitglieder und Glaubensfreunde) auf über 60.000 in Berlin, Brandenburg und Schlesien. 1932 wurde als Joseph Weißenbergs Nachfolgerin seine Tochter Frieda Müller eingesetzt.

### Projekt Friedensstadt
Weithin bekannt wurde die Johannische Kirche durch ein Projekt Weißenbergs, das er Friedensstadt nannte. Nach dem Kauf von 400 Hektar Land in den Glauer Bergen bei Trebbin in Brandenburg durch die „Christliche Siedlungsgenossenschaft Waldfrieden“ entstand ab 1920 eines der größten und modernsten privaten Siedlungswerke. Bereits der erste Bauabschnitt war für 15.000 Einwohner konzipiert; tatsächlich entstanden etwa 40 Gebäude für 400 Bewohner. Der Erfolg begründete sich „in der unbegrenzten Zusammenarbeit zwischen Leitung und Genossen“.

### In der Zeit des Nationalsozialismus
Im Zuge der nationalsozialistischen Gleichschaltung wuchs der Druck auf die Christliche Siedlungsgenossenschaft Waldfrieden, sich im NS-Staat einzugliedern. Noch 1933 gründete sich in der Friedensstadt eine NSDAP-Ortsgruppe. Im Anschluss an diese Versammlung ließ Joseph Weißenberg, der nicht dieser Ortsgruppe angehörte, einen Gottesdienst abhalten. Nach der willkürlichen Inhaftierung und Ermordung Andersdenkender protestierte Weißenberg mit zwei Briefen an Hitler. In der Folgezeit wurden Weißenberg und seine Kirche in der gleichgeschalteten Presse lächerlich gemacht. Ende 1934 forderte die Gestapo in Potsdam vom Kirchengründer und seiner Kirche, das Alte Testament und die Geistfreundreden (Trancepredigten) aus dem kirchlichen Leben zu verbannen. Joseph Weißenberg protestierte energisch dagegen und lehnte dies ab.
Am 17. Januar 1935 wurde die Evangelisch-Johannische Kirche als staatsfeindlich und staatsgefährdend verboten, alle Unterlagen beschlagnahmt sowie das Kirchenvermögen eingezogen und entschädigungslos dem Lande Preußen übereignet. Joseph Weißenberg und führende Mitarbeiter wurden inhaftiert. In den nachfolgenden Monaten wurde der fast 80-Jährige von der Gestapo abgeholt, verhört, bedroht, verhaftet und wieder freigelassen. Dennoch schrieb er weiterhin persönlich an Hitler und forderte die Freiheit des Glaubens und die Rücknahme des Kirchenverbotes. Am 13. August 1935 wurde Joseph Weißenberg von der 2. Großen Strafkammer des Landgerichts Berlin zu eineinhalb Jahren Zuchthaus und fünf Jahren Ehrverlust als Sittlichkeitsverbrecher verurteilt. In einem zweiten Prozess am 21. Oktober 1935 vor dem Sondergericht I erhielt er ein Jahr Gefängnis wegen illegaler und staatsfeindlicher Betätigung.
Die Siedlung Friedensstadt wurde auf Geheiß der Gestapo in die Zwangsliquidation getrieben und 1941 per Gerichtsbeschluss an das Deutsche Reich verkauft, da 14 Genossenschaftler ihre Zustimmung zum Verkauf verweigerten. Ab 1938 zog dort die Waffen-SS ein und vertrieb nach und nach die Bewohner. In der Zeit von 1942 bis Januar 1945 befand sich in der Siedlung die Außenstelle Glau des KZ Sachsenhausen. Um Joseph Weißenberg von seinen Anhängern und seinem Lebenswerk zu trennen, wurde er nach Verbüßung seiner Haftstrafen 1938 nach Schlesien verbannt und dort unter Hausarrest gestellt. Er verstarb am 6. März 1941 in Obernigk bei Breslau im Beisein seiner Tochter Frieda Müller (1911–2001).

### Von der Wiedergründung bis zur Rückgabe der Friedensstadt
Unmittelbar nach Kriegsende begann der Wiederaufbau der Johannischen Kirche unter Leitung von Weißenbergs Nachfolgerin Frieda Müller. In Verhandlungen mit den Alliierten konnte die Aufhebung des Kirchenverbots erwirkt werden. Am 3. Februar 1946 fand in Berlin der erste johannische Gottesdienst nach der Verbotszeit statt. In die von der SS beschlagnahmte Friedensstadt war die Rote Armee eingezogen, eine Rückgabe wurde abgelehnt. Lediglich die Kirche der Friedensstadt auf dem Waldfriedengelände in Blankensee wurde zurückgegeben. Nach Verhandlungen mit der sowjetischen Besatzungsmacht konnte dort am 30. Juni 1946 wieder ein Gottesdienst stattfinden. Bei der Übergabe bat der sowjetische Kommandant: „Beten Sie auch für Russland!“ Am 25. August 1946 vereinte in Berlin der erste Kirchentag nach dem Verbot zahlreiche Kirchenmitglieder aus allen Teilen des Landes, doch es dauerte noch mehrere Jahre, bis die verstreuten Anhänger – viele kamen aus den ehemaligen Gemeinden östlich von Oder und Neiße – wieder gesammelt und betreut werden konnten.
Die mit der Gründung der beiden deutschen Staaten im Jahre 1949 erfolgte Teilung Deutschlands hatte auch für die Johannische Kirche ernste Folgen. Mit dem Bau der Berliner Mauer am 13. August 1961 war die gemeinsame Teilnahme aller Mitglieder an kirchlichen Veranstaltungen nicht mehr möglich. Obwohl in den folgenden Jahren die Johannische Kirche in beiden deutschen Staaten eigene Organisationsformen herausbildete, blieben die Einheit der Kirche und der enge Zusammenhalt der Kirchenmitglieder bestehen. In Ost und West konnte die Kirche in den Folgejahren eigene Gemeindehäuser und Andachtsstätten errichten. Außerdem war sie bei anderen Kirchen zu Gast oder gewährte anderen Glaubensgemeinschaften das Gastrecht.
Kirchliche Zentren waren in der DDR das Waldfrieden-Gelände und im Westteil Berlins das St.-Michaels-Heim. 1972 wurde mit dem Kauf des Stempferhofes in Gößweinstein der Grundstein für das kirchliche Engagement in der Fränkischen Schweiz gelegt. 1976 konnte dort mit dem Erwerb von Gut Schönhof in Eichenbirkig auch an ein weiteres Arbeitsfeld Joseph Weißenbergs angeknüpft werden, das er bereits in der Friedensstadt erschlossen hatte: die Landwirtschaft.
Die Öffnung der Berliner Mauer am 9. November 1989 ermöglichte auch die Einheit der Johannischen Kirche und ihrer sozialen Einrichtungen. Pfingsten 1990 versammelten sich Mitglieder aller Gemeinden der Kirche nach über fünf Jahrzehnten zu einem gemeinsamen Dankgottesdienst auf dem Waldfriedengelände. Im März 1994 kam es zur Verabschiedung der russischen Soldaten aus der Friedensstadt und zur symbolischen Schlüsselübergabe an Frieda Müllers Tochter Josephine. Kurz darauf wurde die endgültige Rückgabe der Friedensstadt verfügt.

### Im 21. Jahrhundert
Am 10. Juni 2001 verstarb Frieda Müller. Nachfolgerin im Amt des Oberhauptes wurde Josephine Müller (15. Juli 1949 – 30. Dezember 2019). Sie setzte den Weg ihrer Mutter fort, die Johannische Kirche allen Menschen zu öffnen. Ein äußerlich sichtbarer Schritt hierbei ist die am 6. März 2002 abgeschlossene Neugestaltung des Altares im Kirchenzentrum Waldfrieden in Blankensee südlich von Berlin mit der Inschrift: „Gott ist Liebe“ (vgl. 1 Joh 4,16b ). Damit unterstreicht die Johannische Kirche ihren Auftrag, eine Brücke zu allen Menschen, Konfessionen und Religionen zu bauen, für die der Schöpfer ein Gott der Liebe ist.
Zugleich ist seit diesem Tag der Empfang des heiligen Abendmahls nicht mehr mit dem johannischen Glaubensbekenntnis verbunden. Josephine Müller sagte dazu: „Möge das Sakrament des Abendmahls für alle zur Kraftquelle werden, die bekennen können: ‚Ich glaube an Gott, der Liebe ist.‘“
Seit Januar 2020 wird die Johannische Kirche geleitet von Kirchenoberhaupt Stefan Tzschentke (geb. 1973) und seinem Stellvertreter und Nachfolger Daniel Stolpe (geb. 1989).

## Struktur
Die Johannische Kirche wird von einem Oberhaupt geleitet, das nach Auffassung der Gemeinschaft „ein von Gott geführter Prophetengeist“ ist. Erstes Oberhaupt war Joseph Weißenberg. Er berief seine Tochter Frieda Müller 1932 zur Nachfolgerin, die im Jahre 1961 ihrerseits ihre Tochter Josephine Müller als nachfolgendes Oberhaupt einsetzte. Josephine Müller berief am 13. Dezember 2019 Stefan Tzschentke zu ihrem Nachfolger.
Die Johannische Kirche ist anderen Kirchen ähnlich in Regionalbezirke geteilt, in Kirchenbezirke und Gemeinden. Den Spitzen der Kirchenbezirke stehen Bezirksleiter vor, den Gemeinden Gemeindeleiter.
Es gibt rund 30 Gemeinden in Deutschland (Stand 2018): Baden-Baden, Berlin-Grunewald, Berlin-Kaulsdorf, Bremen, Doberlug-Kirchhain, Dortmund, Dresden, Düsseldorf, Elster, Frankfurt (Oder), Friedensstadt Weißenberg im Trebbiner Ortsteil Glau, Fürstenwalde, Gößweinstein, Güstrow, Hamburg, Hannover, Jena/Zwickau, Forst, Leipzig, Pasewalk, Potsdam, Quedlinburg, Schwedt/Angermünde, Staßfurt, Stuttgart, Velten, Wiesbaden und Wittenberg.
Die Körperschaft des öffentlichen Rechts hat ihren Sitz in Berlin-Nikolassee. Kirchliche Zentren befinden sich im St.-Michaels-Heim in Berlin-Grunewald, in der Friedensstadt Weißenberg im Land Brandenburg und in der Fränkischen Schweiz auf Gut Schönhof im bayerischen Waischenfeld.

## Finanzierung
Die Johannische Kirche wird aus Spenden und Beiträgen von Mitgliedern, Freunden und Förderern finanziert. Dazu gehören auch Sachspenden und ehrenamtliche Arbeitseinsätze. Die Mitglieder legen die Höhe ihrer Beiträge selbst fest. Nach dem Gottesdienst wird die Kollekte eingesammelt. Die sozial-seelsorgerische Arbeit der Johannischen Kirche wird im Wesentlichen von vielen ehrenamtlichen Helfern erledigt. Das gilt auch für die vielen handwerklichen Tätigkeiten, die notwendig sind, um eigene Grundstücke und Gemeindehäuser zu erhalten.

## Interkonfessionelle und interreligiöse Arbeit
Mitgliedern anderer Glaubensgemeinschaften, die nach johannischem Glaubensverständnis andere Wege zu Gott sind, wird große Achtung und Akzeptanz entgegengebracht.
Weißenberg forderte seine Anhänger bei der Gründung der Johannischen Kirche auf: „Johannische Christenheit, erkenne dein Ziel in der Überbrückung der Konfessionen durch die Liebe.“
Weißenberg schrieb darüber hinaus in seinem Lehrbrief: „Da die Menschen alle verschiedene Charaktere und Leidenschaften haben, so müssen auch verschiedene Führungen sein. Gott lässt nun jedem Menschen in Bezug auf seine Gedanken und sein Streben eine gewisse Freiheit, so dass jeder nur durch eigene Erfahrung wahrhaft überzeugt werden kann, und so können wir nie für alle Menschen gleiche Regeln und Gesetze aufstellen. Denn wie zu einer Stadt aus ihrer Umgebung verschiedene Wege führen, so hat auch Gott verschiedene Mittel und Wege zur Führung des Menschengeschlechtes.“ Aus dieser Achtung unterschiedlicher Glaubens- und Lebenswege hat sich eine gute Zusammenarbeit mit Gemeinden anderer Konfessionen und Religionen entwickelt.
Die Johannische Kirche ist Gründungsmitglied der Berliner „Arbeitsgemeinschaft der Kirchen und Religionsgesellschaften“ AKR. Hier pflegt sie die Zusammenarbeit mit anderen Religionen und Konfessionen. Kontakt zu anderen Kirchen und Glaubensgemeinschaften entsteht darüber hinaus durch gegenseitige Besuche oder die gemeinsame Nutzung von Räumen.

## Inhalt und Wirkung des Johannischen Kirchenglaubens

### Glaubenslehre
Die Glaubenslehre ist im Sinne des Spiritualismus von starker Nähe zum Jenseits mit seiner geistigen Welt gekennzeichnet. In sogenannten Geistfreundreden wenden sich Engel des Lichts durch Medien an die Gemeinde. Daraus und aus der Lehre Joseph Weißenbergs ist ein Drittes Testament im Entstehen begriffen, das als Ergänzung und Fortführung des Alten und Neuen Testaments verstanden wird. Geistfreundreden finden immer in Anwesenheit des Oberhauptes statt.
Joseph Weißenbergs Glaubenslehre umfasst eine Reinkarnationslehre. Seelen können schon mehrere Male als Menschen auf dieser Erde gelebt haben, um im Sinne Gottes zu reifen.
Johannes-Christen glauben, dass

… alle Seelen ihren Ursprung in der Gottesnähe haben.

… ein Großteil aller Seelen – vor der Erschaffung der Erde – durch ihren Hochmut zusammen mit Luzifer von Gott abgefallen ist (Offb 12,4 ; Offb 12,7–9 ).

… alle Seelen durch Gottes Gnade die Chance bekommen, über mehrere Inkarnationen hinweg vom Hochmut, Egoismus, Neid usw. zu lassen und wieder zurück in die Nächstenliebe, die Gottesnähe zu finden.

… viele Wege zu Gott führen.

… der johannische Weg zu Gott über drei Erkenntnisstufen und drei Testamente führt, nämlich über Mose (Zehn Gebote), Jesus Christus (Gebot der Nächstenliebe) und Joseph Weißenberg (Gesetz des Geistes).

… sich Gott durch Mose, Jesus Christus und Joseph Weißenberg offenbart hat.

… das Ziel aller Konfessionen und Religionen in der »Überbrückung der Konfessionen durch die Liebe« liegt.

### Glaubensbekenntnis
Nach dem Glaubensbekenntnis der Johannischen Kirche ist „Joseph Weißenberg […] der von Jesus verheißene Tröster und Geist der Wahrheit“. Damit wird Weißenberg als Inkarnation des Heiligen Geistes verstanden. Das Glaubensbekenntnis der Johannischen Kirche lautet:

„Ich glaube an Gott den Vater,
ich glaube an Gott den Sohn,
ich glaube an Gott den Heiligen Geist
und an Gottes Offenbarungen durch Moses, Jesus Christus und Joseph Weißenberg.“

### Glaubens- und Lebensregeln
Joseph Weißenberg verordnete das tägliche Gebet und regelmäßigen Gottesdienstbesuch, um Kraft und Ausrichtung für den Alltag zu erhalten. Er brachte das urchristliche Heilen durch Handauflegen wieder. Es wird in der Johannischen Kirche regelmäßig als Sakrament der geistigen Heilung gespendet.
Weißenberg lehrte: „Betet jeden Abend zwei Vaterunser, eins für euch selbst, das zweite für alle Verwandten, Bekannten und Verstorbenen, und den ersten Psalm.“
Er mahnte, die Gebote Gottes zu halten, sich Christi Beispiel und Handeln zum Vorbild zu nehmen und seinen freien Willen zur Erkenntnis der Wahrheit zu gebrauchen und sich zu bessern.
Er empfahl zudem, regelmäßig die Gottesdienste zu besuchen, am Gemeindeleben teilzunehmen und das Sakrament der geistigen Heilung alle vier Wochen als Kraftquelle zu empfangen.
Die Laien-Prediger sind nicht theologisch ausgebildet und gehen überwiegend einer Beschäftigung in alltäglichen Berufen nach. Gemeinsam mit zumeist ehrenamtlichen Seelsorgern betreuen sie junge und alte, kranke und gesunde Menschen, spenden die Sakramente und geben Trost und Ausrichtung.
Religions- und Konfirmandenunterricht, Jugendgruppen und Zusammenkünfte der Erwachsenen sind wichtiger Teil der Arbeit in den Gemeinden. Darüber hinaus gibt es viele Interessengruppen und kulturelle Veranstaltungen.
Die Möglichkeit zur Mitarbeit im Johannischen Sozialwerk e. V. und der Aufbau der Friedensstadt Joseph Weißenberg sollen dem Einzelnen und der Gemeinschaft dienen.
Jeder Mensch sollte sich bemühen, auch in seinen Gedanken, Gutes zu bewirken; denn Gedanken sind Kräfte. In der Gemeinschaft kann und soll der Mensch in seiner geistigen Erkenntnis wachsen.

„Zwei Lebensstützen brechen nie, Gebet und Arbeit heißen sie. Bete so, dass es Gott gefällt, und arbeite so, dass du deinem Nächsten nutzen kannst.“

Kartenspiele mit französischen und deutschen Karten sind verboten.

### Sakramente
Die Johannische Kirche spendet vier Sakramente:
- das Sakrament der Taufe,
- das einmal im Jahr gefeierte Sakrament des Abendmahls,
- das Sakrament der geistigen Heilung und
- das Sakrament des Sterbens.

Nach dem Glaubensverständnis der Johannischen Kirche werden Kraftströme Gottes übermittelt. Die Johannische Kirche spendet ihre Sakramente jedem, der bekennen kann, dass Gott Liebe ist.

### Sozialer Auftrag
Religiöses und soziales Wirken waren für Joseph Weißenberg eine untrennbare Einheit. Vor Augen hatte er dabei das Gleichnis Jesu Christi vom barmherzigen Samariter. Die dort aufgezeigte Nächstenliebe fand bei ihm ihre praktische Umsetzung: „Mein Gedanke war nur der, Menschen zu helfen, die da leidend, elend und krank waren.“
Mit dem Bau der Friedensstadt gab Weißenberg den Menschen eine Heimat. Sie bekamen Arbeit, Wohnung und die Aufforderung, ihr Leben auf die Grundlage der Lehre Jesu Christi zu stellen. Das Verbot der Johannischen Kirche im Jahre 1935 und die Zwangsenteignung der Friedensstadt durch die NS-Diktatur führte auch zu einem vorläufigen Ende des sozialen Wirkens dieser Gemeinschaft.
Nach Aufhebung des Kirchenverbotes wurde mit der Gründung eines sozialen Hilfswerks am 1. Dezember 1946 an diese karitative Arbeit wieder angeknüpft. Die unmittelbare Nachkriegszeit war dabei vor allem durch materielle Sorgen gekennzeichnet. So entstand aus der Gemeinschaft der johannischen Christen ein soziales Hilfswerk, in dem sich Menschen der Sorgen ihrer Mitmenschen, die im christlichen Sinn immer die Nächsten sind, annahmen. Diese ehrenamtliche Arbeit ist zu einem festen und unverzichtbaren Bestandteil des johannischen Gemeindelebens geworden.
Im Laufe der Jahre wurde deutlich, dass eine „organisierte Hilfe“ notwendig war. 1954 wurde vom Kirchenoberhaupt das Johannische Aufbauwerk – seit 1990: Johannisches Sozialwerk – gegründet, das sich zu einer in mehreren Bundesländern tätigen karitativen Organisation entwickelt hat.
1976 erhielt Frieda Müller anlässlich ihres 65. Geburtstages für ihr soziales Engagement vom Bundespräsidenten das Bundesverdienstkreuz erster Klasse, das sie, „stellvertretend für alle Glieder der Kirche“ annahm.

### Primärliteratur
- Joseph Weißenberg: Das Fortleben nach dem Tode. Berlin 1912.
- Joseph Weißenberg: Das Fortleben – neu überarb. Ausgabe – Berlin: Weg und Ziel, 2005, ISBN 3-00-017531-8
- Joseph Weißenberg: Meine Verhaftung und Internierung. o. J.
- Joseph Weißenberg: Ein Lebensbild von meinem Dornenpfad. Berlin N 58, Gleimstraße 42: Selbstverlag, 1931.
- Johannische Kirche: Glaubensgrundlagen der Johannischen Kirche, Berlin: Weg und Ziel, 2010, ISBN 978-3-9813822-0-4

### Sekundärliteratur
- Andreas Fincke: Wiederaufbau einer Friedensstadt. Das spirituelle Zentrum der Johannischen Kirche. In: Materialdienst. Zeitschrift für Religions- und Weltanschauungsfragen. Hrsg.: Evangelische Zentralstelle für Weltanschauungsfragen. Jg. 71, H. 3, 2008, ISSN 0721-2402, S. 100–103.
- Hans Gasper, Joachim Müller, Friederike Valentin: Lexikon der Sekten, Sondergruppen und Weltanschauungen. Fakten, Hintergründe, Klärungen. 7. Auflage. Herder, Freiburg 2001, S. 530f.
- Ulrich Linse: Geisterseher und Wunderwirker. Heilssuche im Industriezeitalter. Fischer, 1996, ISBN 3-596-60164-9, S. 89–211.
- Karl Mühlek: WEISSENBERG, Joseph. In: Biographisch-Bibliographisches Kirchenlexikon (BBKL). Band 13, Bautz, Herzberg 1998, ISBN 3-88309-072-7, Sp. 693–695 (Artikel/Artikelanfang im Internet-Archive).
- Helmut Obst: Apostel und Propheten. Gründer christlicher Religionsgemeinschaften des 19. und 20. Jahrhunderts. Vandenhoeck & Ruprecht, Göttingen 2000, S. 517–545.
- Gunnar Pommerening: Friedensstadt – Joseph Weißenbergs Siedlung von 1920 bis zur Gegenwart. Weg und Ziel, 2004, ISBN 3-00-015085-4.
- Andreas Schmetzstorff: Joseph Weißenberg (1855–1941). Leben und Werk. 3. Auflage. Schneider Hohengehren, Baltmannsweiler 2006, ISBN 3-8340-0054-X.
- Heinz Schütte: Johannische Kirche. In: Walter Kasper (Hrsg.): Lexikon für Theologie und Kirche. 3. Auflage. Band 5. Herder, Freiburg im Breisgau 1996, Sp. 982.
- Sigrid Tröger, Karl-Wolfgang Tröger (Hrsg.): Kirchenlexikon. Christliche Kirchen, Freikirchen und Gemeinschaften im Überblick. Berlin 1990; München 1990. Artikel über Johannische Kirche von Helmut Obst.